# Antonov An-22
Antonov An-22 Antei (NATO naziv: Cock) je sovjetski teški transportni zrakoplov te je do pojave američkog C-5 Galaxy bio najveći zrakoplov na svijetu.

## Dizajn i razvoj
16. lipnja 1965. tijekom Pariškog aeromitinga SSSR je demonstrirao let prototipa tada novog Antonova An-22 koji se pokazao kao ondašnji najveći zrakoplov na svijetu. Prvi prototip izvršio je probni let  tek nekoliko mjeseci prije toga, 27. veljače 1965. a do 1967. izrađena su još četiri prototipa. Strani promatrači su pretpostavili da se radi o uvećanj verziji An-12 "Cub" jer su oba pokretala četiri turboprop motora, imala su visoko postavljena krila te sličan raspored stajnog trapa.
Unatoč ovim sličnostima, osim veličine bilo je i drugih bitnih razlika: An-22 je koristio četverokrake kontrarotirajuće elise koje su pokretali Kuznjecov NK-12MA turboprop motori a i za razliku od An-12, An-22 je imao dva vertikalna stabilizatora što je omogućilo bolju kontrolu s ugašenim motorima.

Dizajniran je za djelovanje s teških terenskih uvjeta te posada iz pilotske kabine može namjestiti tlak u gumama stajnog trapa, ovisno o potrebi.
Do kraj proizvodnje 1974. napravljeno je oko 75 zrakoplova a korišteni su od strane Aeroflota i sovjetske vojske za potrebe transporta teških komponenti. Antonov je razmišljao o izradi dvokatne putničke inačice koja bi mogla prevesti 724 putnika, no ništa nije realizirano.

## Tehničke karakteristike
Osnovne karakteristike
- posada: 5-6
- kapacitet: 29 putnika
- dužina: 57,9 m
- raspon krila: 64,4 m
- površina krila: 345 m2
- visina: 12,53 m

Letne karakteristike
- najveća brzina: 740 km/h
- dolet: 5.000 km
- najveća visina leta: 8.000 m
- motor: 4 x Kuznjecov NK-12MA turboprop motora

## Vanjske poveznice
- Antonov An-22 Antei - airliners.net
- airforce.ru/history